# Сборная Дании по футболу (до 21 года)
Молодёжная сборная Дании по футболу — команда футболистов до 21 года, представляющая Данию на молодёжных соревнованиях по футболу. Четырежды играла в финальной стадии молодёжного чемпионата Европы, высшим достижением стал полуфинал 1992 года, что позволило молодёжной сборной Дании отправится на Олимпиаду в Барселоне (единственный гол датской сборной на том турнире забил Клаус Томсен). Для молодёжной сборной Дании на данный момент это единственное участие на Олимпийских играх. В 2011 году молодёжная сборная Дании сыграла на молодёжном чемпионате Европы, куда она попала без отбора как хозяйка турнира, но не прошла на лондонскую Олимпиаду.

## Игроки с наибольшим количеством игр
- Йонас Кампер, 39 игр, 3 гола. Играл в 2002—2006 годах.
- Мартин Йоргенсен, 31 игра, 9 голов. Играл в 1994—1997 годах.
- Микаэль Якобсен, 31 игра, 4 гола. Играл в 2005—2008 годах.
- Расмус Вюртц, 29 игр, 1 гол. Играл в 2002—2006 годах.
- Мартин Педерсен, 28 игр. Играл в 2002—2006 годах.
- Томас Каленберг, 26 игр, 10 голов. Играл в 2002—2006 годах.
- Петер Мадсен, 25 игр, 7 голов. Играл в 1997—1999 годах.
- Кристиан Маглебю, 25 игр, 4 гола. Играл в 1996—1999 годах.
- Петер Дегн, 25 игр, 3 гола. Играл в 1996—1999 годах.
- Йонас Троест, 25 игр. Играл в 2004—2006 годах.

Жирным выделены игроки, сыгравшие хотя бы один матч за основную сборную.

## Лучшие бомбардиры
- Петер Мёллер, 22 игры, 16 голов. Играл в 1990—1993 годах.
- Томми Бехманн, 15 игр, 11 голов. Играл в 2002—2003 годах.
- Томас Каленберг, 26 игр, 10 голов. Играл в 2002—2006 годах.
- Пребен Элькьер-Ларсен, 9 игр, 9 голов. Играл в 1976—1979 годах.
- Мортен Расмуссен, 21 игра, 9 голов. Играл в 2004—2006 годах.
- Мартин Йоргенсен, 31 игра, 9 голов. Играл в 1994—1997 годах.
- Бент Йенсен, 10 игр, 8 голов. Играл в 1966—1968 годах.
- Пер Франсен, 21 игра, 8 голов. Играл в 1989—1982 годах.
- Миклош Мольнар, 21 игра, 8 голов. Играл в 1989—1982 годах.
- Штеффен Хёйер, 11 игр, 7 голов. Играл в 1994—1995 годах.
- Петер Лёвенкрандс, 12 игр, 7 голов. Играл в 1999—2001 годах.
- Петер Мадсен, 25 игр, 7 голов. Играл в 1997—1999 годах.

Жирным выделены игроки, сыгравшие хотя бы один матч за основную сборную.

## Состав
Следующие футболисты были вызваны в сборную на чемпионат Европы 2021:
| №              | Имя                       | Клуб             | Дата рождения    | Возраст | Игр     | Голов   |
| Вратари        | Вратари                   | Вратари          | Вратари          | Вратари | Вратари | Вратари |
| -------------- | ------------------------- | ---------------- | ---------------- | ------- | ------- | ------- |
| 1              | Оливер Кристенсен         | Оденсе           | 22 марта 1999    | 22      | 10      | 0       |
| 16             | Петер Виндаль-Йенсен      | Норшелланн       | 16 февраля 1998  | 23      | 4       | 0       |
| 22             | Мадс Хермансен            | Брондбю          | 11 июля 2000     | 20      | 0       | 0       |
| Защитники      |                           |                  |                  |         |         |         |
| 2              | Мадс Роэрслев-Расмуссен   | Брентфорд        | 24 июня 1999     | 21      | 5       | 0       |
| 3              | Андреас Поульсен          | Аустрия (Вена)   | 13 октября 1999  | 21      | 14      | 1       |
| 4              | Мадс Бек-Сёренсен         | Брентфорд        | 31 мая 1996      | 23      | 14      | 0       |
| 5              | Виктор Нельссон           | Копенгаген       | 14 октября 1998  | 22      | 31      | 1       |
| 12             | Себастьян Хауснер         | Орхус            | 11 апреля 2000   | 20      | 1       | 0       |
| 13             | Фредерик Алвес            | Вест Хэм Юнайтед | 8 ноября 1999    | 21      | 5       | 0       |
| 15             | Расмус Карстенсен         | Силькеборг       | 1 января 2000    | 21      | 4       | 0       |
| Полузащитники  |                           |                  |                  |         |         |         |
| 6              | Николас Нарти             | Зандхаузен       | 22 февраля 2000  | 21      | 10      | 1       |
| 8              | Йеспер Линдстрём          | Брондбю          | 29 февраля 2000  | 21      | 4       | 2       |
| 11             | Андерс Дрейер             | Мидтьюлланн      | 2 мая 1998       | 22      | 17      | 0       |
| 14             | Мортен Хюльманн           | Лечче            | 25 июня 1999     | 21      | 7       | 0       |
| 18             | Виктор Йенсен             | Норшелланн       | 8 февраля 2000   | 21      | 3       | 2       |
| 19             | Густав Исаксен            | Мидтьюлланн      | 19 апреля 2001   | 19      | 4       | 0       |
| 20             | Магнус Кофод-Андерсен     | Норшелланн       | 10 мая 1999      | 21      | 21      | 0       |
| Нападающие     |                           |                  |                  |         |         |         |
| 7              | Николай Лаурсен           | Эммен            | 19 сентября 1998 | 23      | 10      | 4       |
| 9              | Николай Баден-Фредериксен | ВСГ Тироль       | 18 мая 2000      | 20      | 0       | 0       |
| 10             | Якоб Бруун-Ларсен         | Андерлехт        | 19 сентября 1998 | 22      | 21      | 6       |
| 17             | Мохамед Дарами            | Копенгаген       | 7 января 2002    | 19      | 4       | 0       |
| 21             | Карло Хольсе              | Русенборг        | 2 июня 1999      | 21      | 14      | 1       |
| 23             | Вахид Фагир               | Вайле            | 29 июля 2003     | 17      | 0       | 0       |
| Главный тренер |                           |                  |                  |         |         |         |
| Флаг Испании   | Альберт Капельяс          | Альберт Капельяс | 1 октября 1967   | 53      |         |         |

Позиции игроков приведены в соответствии с официальным сайтом УЕФА. Возраст футболистов и клуб указаны по состоянию на день начала финального турнира чемпионата (24 марта 2021 года).